# 远东军区

远东军区管辖范围

苏联远东军区，是苏联武装力量的大军区之一，机关驻地位哈巴罗夫斯克（伯力）。

## 历史
1918年7月31日。远东红军在乌苏里斯克前线击溃了协约国干涉者和白军，攻占了卡乌尔高地，远东军区的战斗史由此开始。到1918年秋，远东和外贝加尔的苏维埃政权都被颠覆。1920年，成立远东共和国及其人民革命军。1922年，远东共和国国民革命军击溃白军残余部队并将日本干涉军赶出远东。1922年11月16日俄罗斯内战正式结束，远东共和国人民革命军改称为红旗第5集团军，总部驻赤塔，至1924年撤消，远东地区归属西伯利亚军区。
1929年8月6日，由于中东路事件爆发局部战争，组建“远东特别集团军”，下辖步兵第18军、步兵第19军，管辖区域为远东边疆区、布里亚特蒙古苏维埃社会主义自治共和国、西伯利亚边疆区伊尔库茨克州，并指挥远东区舰队。1930年1月1日，因战功卓著，远东特别集团军被授予红旗勋章，称“红旗远东特别集团军”。1931年成立了其下属的滨海军队集群，司令员普特纳。1935年5月17日，红旗远东特别集团军为基础组建了远东军区，并下设了新组建的外贝加尔军队集群。
但随即于1935年6月2日，又改称红旗远东特别集团军。下辖特别农垦军，由退伍红军战士为主设置了数十个红军战士集体农庄。1938年6月28日，为应对日益增强的日本威胁，红旗远东特别集团军改组为红旗远东方面军，包括第1集团军和第2集团军和哈巴罗夫斯克集群，方面军司令员布留赫尔元帅，参谋长施特恩。1938年7-8月，参加了哈桑湖战斗。1938年8月31日远东方面军领率机关被撤销，部队分编为红旗独立第1集团军（司令员施特恩，驻乌苏里斯克）和红旗独立第2集团军（司令员科涅夫，驻哈巴罗夫斯克）。1940年7月1日，远东方面军领率机关在赤塔军队集群领率机关基础上重新组建，辖红旗第1集团军、红旗第2集团军、第15集团军和北方军队集群（Северной армейской группы）、太平洋舰队、阿穆尔河区舰队。1941年7月，增编诸兵种合成第25集团军和第35集团军。1942年8月，编入由诸兵种合成集团军航空兵和方面军航空兵改编组建的空军第9集团军和空军第10集团军。1943年7月起，在北萨哈林岛的特别军（Особого стрелкового корпуса）基础上组建了诸兵种合成第16集团军。
苏德战争时期，远东方面军向苏德战场抽调23个师(其中步兵师16个，骑兵师2个，坦克师4个，摩托化师1个)、19个旅(其中：步兵旅3个，空降兵旅3个，炮兵旅13个)和航空兵部队，总兵力约25万人、火炮和迫击炮约3300门、坦克约2000辆和其他技术装备。此外，开赴前线的补充兵员有10万余人。 　　
从1941年到1945年，各个时期的远东方面军兵力为：
| 日期           | 兵力      |
| -------------- | --------- |
| 1941年6月22日  | 703,714   |
| 1941年12月1日  | 1,343,307 |
| 1942年7月1日   | 1,446,012 |
| 1942年11月19日 | 1,296,822 |
| 1943年7月1日   | 1,156,961 |
| 1944年1月1日   | 1,162,991 |
| 1945年5月9日   | 1,185,058 |

苏德战争结束后，远东苏军改编为3个大军区：
- 后贝加尔-阿穆尔军区（英语：Transbaikal Military District）：驻哈巴罗夫斯克，由外贝加尔方面军改编。
- 滨海军区（英语：Primorskiy Military District）：驻乌苏里斯克，辖滨海边疆区、北朝鲜、旅大。由远东第一方面军改编。司令员梅列茨科夫元帅。
- 远东军区：驻南萨哈林斯克。由远东第二方面军1945年9月10日改编，辖堪察加州、萨哈林州、千岛群岛、滨海边疆区一部分、下阿穆爾州等。

1947年5月，后贝加尔-阿穆尔军区基础上，组建了远东军队总司令员指挥机关，哈巴罗夫斯克边疆区与阿穆尔州划归远东军区范围。1953年4月23日，远东军队总司令员指挥机关改编为新的远东军区指挥机关(驻哈巴罗夫斯克)，远东军区指挥机关改编为第53集团军指挥机关，滨海军区指挥机关撤销。新的远东军区辖区范围包括：哈巴罗夫斯克边疆区、滨海边疆区、阿穆尔州、堪察加州、马加丹州和萨哈林州。
1967年6月17日，苏联最高苏维埃主席团决定以前红旗远东特别集团军的红旗勋章转授给远东军区，远东军区改称为红旗远东军区。1979年，苏联设立远东军队总司令部，作为远东战区(方向)战略军团指挥机构。总部设在乌兰乌德。辖远东军区、后贝加尔军区、太平洋舰队、空军集团军、防空集团军，并与蒙古、越南军队保持协同。 　　
冷战结束后，1992年3月，远东方向军队总司令部改为远东方向军队司令部。1992年6月，远东方向军队司令部被撤销。车臣战争期间，远东军区担负了为北高加索军队集团培训专业人员的任务，部分部队还直接参加了车臣的战斗行动。1998年，远东军区编入了原属后贝加尔军区的萨哈雅库特共和国。